# União Patriótica do Curdistão
União Patriótica do Curdistão é um partido político social-democrata curdo-iraquiano no Curdistão iraquiano. O partido foi fundado em 1975, através da coordenação entre Jalal Talabani, Nawshirwan Mustafa, Ali Askari, Fuad Masum, Adel Murad e Abdul Razaq Faily. Talabani, um ex-líder líder estudantil, advogado, jornalista e membro da resistência curda, tem sido o Secretário-Geral da  União Patriótica do Curdistão desde a sua fundação em 1975. 
O partido é o resultado de uma cisão do Partido Democrático do Curdistão (KDP) e ambos - o KDP de Massoud Barzani e o PUK de Talabani - entrariam em choque numa guerra fratricida entre 1994 e 1997.
Entretanto, fariam uma aliança em 2002, pouco antes da intervenção dos Estados Unidos.